# برنار سیمونه
برنار سیمونه (به فرانسوی: Bernard Simonay) رمان‌نویس قرن بیستم میلادی اهل فرانسه است.